# Yoni Ben-Menachem
Yoni Ben Menahem (né en 1957) est un journaliste israélien, nommé directeur général et rédacteur en chef de la radio israélienne Kol Israël en 2003.
Ben-Menachem est né et a grandi à Jérusalem. Il a servi dans l'unité du renseignement des Forces de Défense d'Israël en finissant avec le grade de capitaine. 
Après son service, il a poursuivi ses études à l'université hébraïque de Jérusalem où il a obtenu un diplôme de premier cycle en langue et littérature arabe et un deuxième baccalauréat en études est-asiatiques, ces derniers lui ont permis de travailler au Japon. Il a été correspondants plusieurs fois pour l'Israel Broadcasting Authority (IBA) depuis 1983, notamment en Cisjordanie et dans la bande de Gaza pour Aroutz 1 et Kol Israël.
Ben-Menachem a travaillé pour l'IBA comme correspondant à Tunis en 1993 et a été le premier journaliste israélien à interviewer Yasser Arafat avant la signature des accords d'Oslo. En 2003, il a été nommé directeur général et rédacteur en chef de la radio israélienne Kol Israël dans un appel d'offres de l'IBA.